# Федерација спортова на леду Португалије
Федерација спортова на леду Португала (ФПДГ) (порт. Federação Portuguesa de Desportos no Gelo) кровна је спортска организација задужена за промоцију и развој спортова на леду, укључујући хокеј на леду, инлајн хокеј и клизање на подручју Републике Португалије. 
Савез је придружени члан Међународне хокејашке федерације (ИИХФ) од 13. маја 1999. године.
Седиште Савеза налази се у месту Баркарена у предграђу Лисабона.

## Историја
Савез је формално основан 25. марта 1998. као Национална асоцијација хокеја на леду и инлајн хокеја, а већ наредне године је променио име у садашње и постао пуноправним чланом ИИХФ.
Хокеј на леду у Португалу је почео да се игра 1996. након што је у граду Визеу отворена прва ледена дворана у земљи. 
Национално првенство одиграно је само једанпут, и то у сезони 2000/01. уз учешће три клуба (из Визеуа, Серте и Лисабона). Све утакмице су игране и Визеу а прву (и једину) титулу националног првака освојила је екипа Визеу лобоса. 
Тренутне активности Савеза се још увек своде на промовисање хокејашког спорта, посебно међу младима.

## Савез у бројкама
Према подацима ИИХФ из 2013. на подручју под ингеренцијом португалског савеза регистровано је свега 116 играча рекреативаца, односно 66 у сениорској (48 мушкараца и 18 жена) и 50 у јуниорској конкуренцији. Судијску лиценцу поседовало је 7 арбитара, а целокупна хокејашка инфраструктура сведена је на свега један затворени терен са вештачким ледом. 